# Amarusa australis
Amarusa australis är en insektsart som först beskrevs av Jacobi 1921.  Amarusa australis ingår i släktet Amarusa och familjen spottstritar. Inga underarter finns listade i Catalogue of Life.